# クリス・ジョーンズ (サッカー選手)
クリストファー・ハリー・ジョーンズ（Christopher Harry Jones、1956年4月18日 - ）は、イギリス・チャンネル諸島ジャージー出身の元プロサッカー選手。ポジションはFW。

## 経歴
トッテナム・ホットスパーFCのユースチーム出身。マーティン・チバースが退団すると頭角を表すが、チームは低迷。1976-77シーズンはチーム内得点王に輝いたが、2部降格の憂き目に遭った。1年で昇格するが1980年代に入ると、移籍してきたスティーブ・アーチボルドやガース・クルックスが前線のポジションを得てゴールを量産。1982年9月にトッテナムから11万ポンドの移籍金でマンチェスター・シティFCに移籍した。トッテナムでは通算185試合の出場で42ゴールの成績だった。
その後1982年11月にクリスタル・パレスFCへ、1983年9月にチャールトン・アスレティックFCへと移籍したのち、1986年にレイトン・オリエントFCで長年抱えていた足首の痛みにより現役を引退した。
引退後はジャージーへと戻り、地元の子供達にサッカーを教える「クリス・ジョーンズ・サッカースクール」を設立した。

## タイトル
トッテナム
- FAカップ:1980-81,1981-82
- FAチャリティ・シールド:1981